# Cabe (rivière)
Pour les articles homonymes, voir Cabe.
Le Cabe est une petite rivière d'une longueur de 56 km qui coule dans la province de Lugo, en Galice, en Espagne. Il est un affluent du Sil.
Né dans un endroit appelé « Fonte das Abellas » à proximité du village de Cabude, municipalité d'O Incio. 
Son cours passe par les municipalités d'A Pobra do Brollón, Monforte de Lemos, Pantón et Sober. Il fait face à d'importants problèmes de pollution dans certaines régions de la moitié sud de son tracé.
Il a été appelé la rivière « Chalibe » au temps des Romains. Les poissons qui peuplent la rivière sont de la famille des salmonidés.

## Source de la traduction
- (es) Cet article est partiellement ou en totalité issu de l’article de Wikipédia en espagnol intitulé « Río Cabe » (voir la liste des auteurs).